# Michel Périn (Rallyebeifahrer)

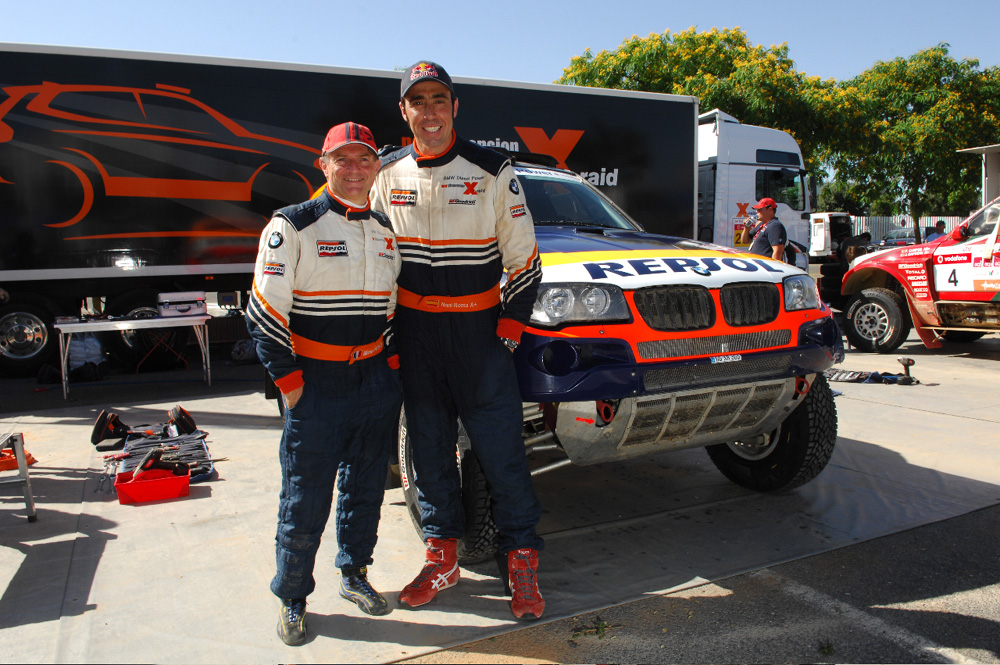
Michel Périn und Nani Roma bei der Transibérico 2009

Michel Périn (* 19. Januar 1957 in Saint-Mihiel) ist ein französischer Rallyebeifahrer.

## Karriere
Périn begann 1977 mit dem Rallyesport. 1984 wurde er Profi als Copilot von François Chatriot. 1986 wurden sie Zweite bei der Französischen Rallye-Meisterschaft. 1989 bestritt er mit Chatriot fünf Läufe zur Rallye-Weltmeisterschaft. 1988, 1989 und 1990 gelang ihnen der Sieg bei der Französischen Rallye-Meisterschaft. Bis 1992 nahmen sie an weiteren fünf Läufen zur Rallye-Weltmeisterschaft teil.
1992 wechselt Périn in den Marathon-Rallyesport an die Seite von Pierre Lartigue. Ihnen gelangen zahlreiche Siege, darunter auch bei der Rallye Dakar in den Jahren 1994, 1995 und 1996. Auch bei der Rallye Tunesien, der Atlas-Rallye, der Baja Italien, der Baja Spanien und der Baja Portugal standen sie auf dem Treppchen ganz oben. Außerdem wurde Périn von 1993 bis 1996 Marathonrallye-Weltmeister. Von 1997 bis 1998 fuhr er mit Patrick Magaud wieder in der Französischen Rallye-Meisterschaft, die sie 1997 als Zweite und im Jahr darauf als Dritte beendeten.
Nach der Saison 1998 beendete Périn seine Karriere als Copilot vorläufig und wurde Teammanager der Motorsport-Abteilung von Citroën. 2004 feierte er sein Comeback im Cockpit und bestritt mit Guerlain Chicherit zwei Läufe zur Rallye-Weltmeisterschaft. Anschließend fuhr er bei Volkswagen Motorsport wieder im Marathon-Rallyesport auf dem Beifahrersitz von Bruno Saby. Im VW Race Touareg wurden sie 2005 Fünfte bei der Rallye Dakar, gewannen die Rallye Marokko und die Rallye d’Orient, und wurden Marathonrallye-Weltmeister. 2006 belegten sie den neunten Platz bei der Rallye Dakar. Anschließend wechselte er zu Carlos Sainz senior, jedoch gelangen ihnen zunächst keine vorderen Platzierungen. Die Rallye Dakar 2007 beendeten sie auf Platz neun. Weiterhin gewannen sie die Rallye Transibérico und wurden Zweite bei der Rallye Marokko und der UAE Desert Challenge. Am Ende der Saison wurde Périn mit Sainz inzwischen zum sechsten Mal Marathonrallye-Weltmeister. 2008 siegten sie bei der Mitteleuropa-Rallye. Bei der Rallye Dakar 2009 lagen Sainz und Périn mehrere Tage lang in Führung. Allerdings stürzten sie auf der zwölften Etappe in eine vier Meter tiefe Schlucht. Périn brach sich dabei beide Schultern und das Team wurde zur Aufgabe gezwungen.